# Niccolò Ruggeri
Niccolò Ruggeri (falecido em 1449) foi um prelado católico romano que serviu como bispo de Bagnoregio (1446–1449).

## Biografia
Niccolò Ruggeri foi nomeado sacerdote da Ordem dos Frades Menores. No dia 27 de maio de 1446, foi nomeado pelo Papa Eugênio IV como Bispo de Bagnoregio. Lá, serviu como bispo até à sua morte em 1449. Enquanto bispo, foi o principal consagrador de André da Mule, arcebispo de Bar (1448), e o principal co-consagrador de Fernando Lujan, bispo de Siguenza (1449).